# 加藤はと子
加藤 はと子（かとう はとこ、1975年1月30日- ）は、総務省地域力創造アドバイザー であり、日本の道の駅の専門家。株式会社ぱずる代表取締役。全国「道の駅」女性駅長会 会長。

## 経歴
- 新潟県加茂市出身。東京のイベント会社に2年勤務した後、新潟へUターン。
- 2010年 - ハンドメイドの子供服の会社を立ち上げ、子供服のデザイナーとして活動[3]。
- 2012年 - 三条マルシェ（新潟県三条市）実行委員就任
- 2013年 - 三条マルシェ（新潟県三条市）経済産業省表彰
- 2014年 - 二代目三条マルシェ実行委員長就任[4]
- 2017年
  - 三条マルシェ実行委員会が総務大臣表彰を受賞[5][6]
  - 4月 - 「道の駅」庭園の郷保内（新潟県三条市）駅長に就任[7][8]
- 2019年1月 - 「道の駅」庭園の郷保内（新潟県三条市）「重点道の駅」に選定[8]
- 2020年
  - 1月  「全国道の駅女性駅長の会」を結成、初代会長に就任[7][8]
  - 10月  - 第3回「道の駅」第3ステージ推進委員会開催[9]、加茂市総合計画審議会開催
- 2022年4月 -「道の駅」国上（新潟県燕市）駅長に就任。同年7月1日にリニューアルオープン[10][11]
- 2023年
  - 7月 - 新潟県内おすすめの道の駅ランキング1位を燕市の「国上」[12]
  - 9月 - 新潟県発「道の駅」応援ソング誕生[13]
  - 12月 - 【経営トップセミナー】講演。テーマは「道の駅と地域デザイン」[14]
  - 2023 - 宮崎県宮崎市：直売所指定管理プロポーザル支援
  - 2023 - 愛知県幸田町：道の駅活用について講座開催
- 2024年4月 - 総務省地域力創造アドバイザーに就任[1]
  - 2024 - 新潟県小千谷市：「道の駅」ちぢみの里小千谷アドバイザー
  - 2024 - 奈良県山添村：指定管理事業者公募に係る住民ワークショップ、選定委員
  - 2024 - 鹿児島県東串良町：直売所リニューアル
  - 2024 - 鹿児島県伊仙町：直売所の活性化と道の駅検討についてアドバイザー事業
  - 2024 - 島根県雲南市：市内道の駅シンポジウム登壇[15]
  - 2024ー現在 -新潟県燕市：「道の駅」国上　相談役就任
  - 2024ー現在 - 福岡県北九州市：直売所SIOIRIリニューアル[16]
  - 2024ー現在 - 沖縄県竹富町：西表島の廃校活用についてアドバイザー事業
  - 2024ー現在 - 山形県酒田市：公共施設10件の経営診断、新設オープン施設『いろは蔵パーク』『夢の蔵』のディレクション
  - 酒田観光物産協会：移転に伴う研修、ファーストフードディレクション、オープン支援[17]